# Fjodor Alexandrowitsch Golubzow

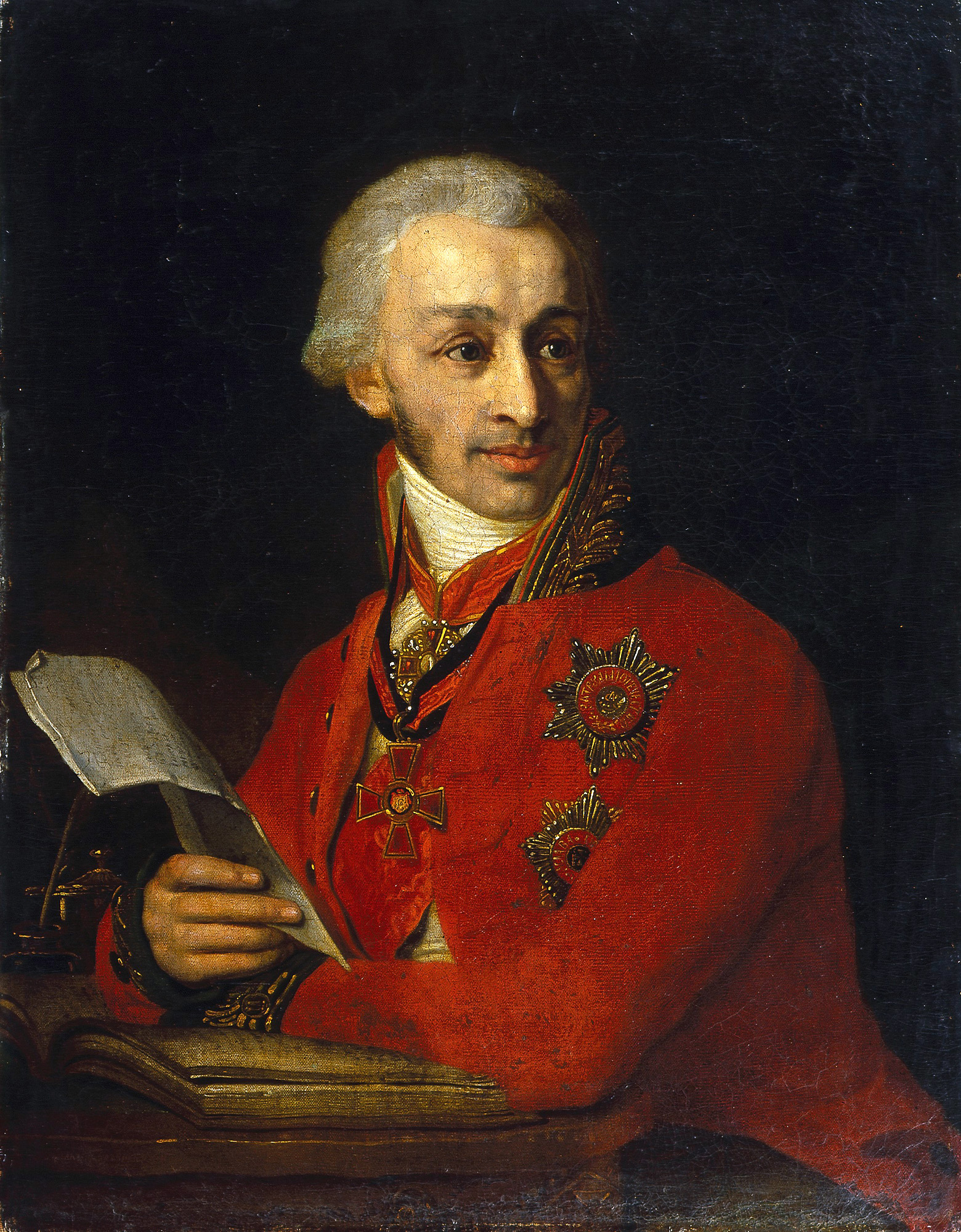
Fjodor Alexandrowitsch Golubzow (W. L. Borowikowski, nach 1806, Krasnojarsker F.-A.-Kowalenko-Kunstmuseum)

Fjodor Alexandrowitsch Golubzow (russisch Фёдор Александрович Голубцов; * 23. Dezember 1758jul. / 3. Januar 1759greg.; † 1. Märzjul. / 13. März 1829greg. im Dorf Wolgowo (Rajon Wolossowo)) war ein russischer Staatsbeamter und Finanzminister.

## Leben
Golubzow war der Neffe Alexei Iwanowitsch Wassiljews, der ihn ständig förderte. Golubzow durchlief die Ausbildung im Artillerie- und Ingenieurkadettenkorps und machte ab 1775 unter seinem Onkel Karriere in der staatlichen Finanzverwaltung. Als sein Onkel 1802 erster russischer Finanzminister wurde, erhielt Golubzow das Amt des Staatsschatzmeisters. 1805 heiratete er Melanija (Melanie) Iwanowna von Haller (1777–1827). Die Ehe blieb kinderlos.
Als Wassiljew 1807 starb, wurde nicht dem bisherigen Ministerstellvertreter Dmitri Alexandrowitsch Gurjew, sondern Golubzow die Leitung des Finanzministeriums übertragen. Die ständigen Haushaltsdefizite und die zusätzlichen Ausgaben durch die Napoleonischen Kriege, die Kriege im Osten gegen das Osmanische Reich und Persien und die Wirtschaftssanktionen in Form der Kontinentalsperre führten zu einer schweren Finanzkrise. Es wurden russische Assignaten ausgegeben, die zum Verfall des Rubelkurses führten. Golubzow folgte in der Regel den Beschlüssen des 1806 gebildeten Finanzkomitees, das über die Beherrschung der Finanzkrise beriet. 1808 wurde er zum Wirklichen Geheimen Rat (2. Rangklasse) und Mitglied des Staatsrats ernannt. Erst 1809 wurde Golubzow förmlich zum Finanzminister ernannt.
Im November 1809 beauftragte Alexander I. den Mathematiker Michail Michailowitsch Speranski, ein Sofortprogramm zur Überwindung der Finanzkrise zu entwickeln. Ein Sonderkomitee wurde berufen, an dessen Beratungen sich Gurjew und der Schatzmeister Balthasar (III.) Freiherr von Campenhausen beteiligten. Das Ergebnis war Ende 1809 der von Speranski und Michail Balugjanski erstellte Finanzplan. Mit Speranskis Hilfe gelang es Gurjew, Golubzow aus dem Amt zu drängen und selbst im Januar 1810 Finanzminister zu werden. Golubzow blieb jedoch Mitglied des Staatsrats.

## Ehrungen
- Alexander-Newski-Orden (1805)[2]
- Orden des Heiligen Wladimir II. Klasse (1806)[6]